# Максимов, Александр Георгиевич
Александр Георгиевич Максимов (Пустой шаблон {{ВД-Преамбула}} ) — советский и российский хоккеист, нападающий. Тренер. Мастер спорта России.

## Биография
Воспитанник новочебоксарского хоккея. Играл за команды «Сокол» Новочебоксарск (1989/90, 1991/92 — 1995/96, 2004/05, 2005/06, 2007/08), «Химик» Воскресенск (1993/94 — 1995/96), «Сокол» Луховицы (1994/95), «Металлург» Новотроицк (1995/96), «УралАЗ» Миасс (1995/96 — 1997/98), «Кристалл» Электросталь (1998/99 — 1999/2000), «Ижсталь» (2000/01 — 2001/02, 2003/04 — 2004/05), «Динамо-Энергия» Екатеринбург (2002/03), «Газовик» Тюмень (2004/05), «Кристалл» Саратов) (2005/06, 2006/07) «Спутник» Нижний Тагил и «Дизель» Пенза (2006/07).
В МХЛ и Суперлиге в составе «Химика» и «Кристалла» Электросталь провёл четыре сезона, сыграл 102 матча.
Тренер в «Соколе» Новочебоксарск (2009/10 — 2010/11). Игрок местой любительской команды «Энергетик».